# Richard Steere
Richard Clarke Steere (ur. 5 marca 1909 w Kansas City, zm. 17 marca 2001 w Lanham) – amerykański florecista, brązowy medalista igrzysk olimpijskich.
Na igrzyskach olimpijskich w Los Angeles w 1932 roku reprezentacja USA w składzie: George Calnan, Richard Steere, Joseph Levis, Dernell Every, Hugh Alessandroni i Frank Righeimer zdobyła brąz we florecie drużynowym. Indywidualnie nie startował. Był to jego jedyny występ olimpijski.
Nie zdobył medalu mistrzostw świata. 
Był zawodowym żołnierzem i ekspertem meteorologicznym. W czasie II wojny światowej służył jako porucznik United States Navy podczas bitwy o Atlantyk i kampanii śródziemnomorskiej. Doradzał generałowi George'owi Pattonowi podczas przygotowań do lądowania w Normandii, Operacji Torch i Operacji Husky.